# Zona Leste de Manaus
A Zona Leste de Manaus é uma região administrativa estabelecida pela prefeitura de Manaus. 
Sua população foi estimada em 542 593 habitantes e a renda mensal era de R$ 820,00.

## Bairros

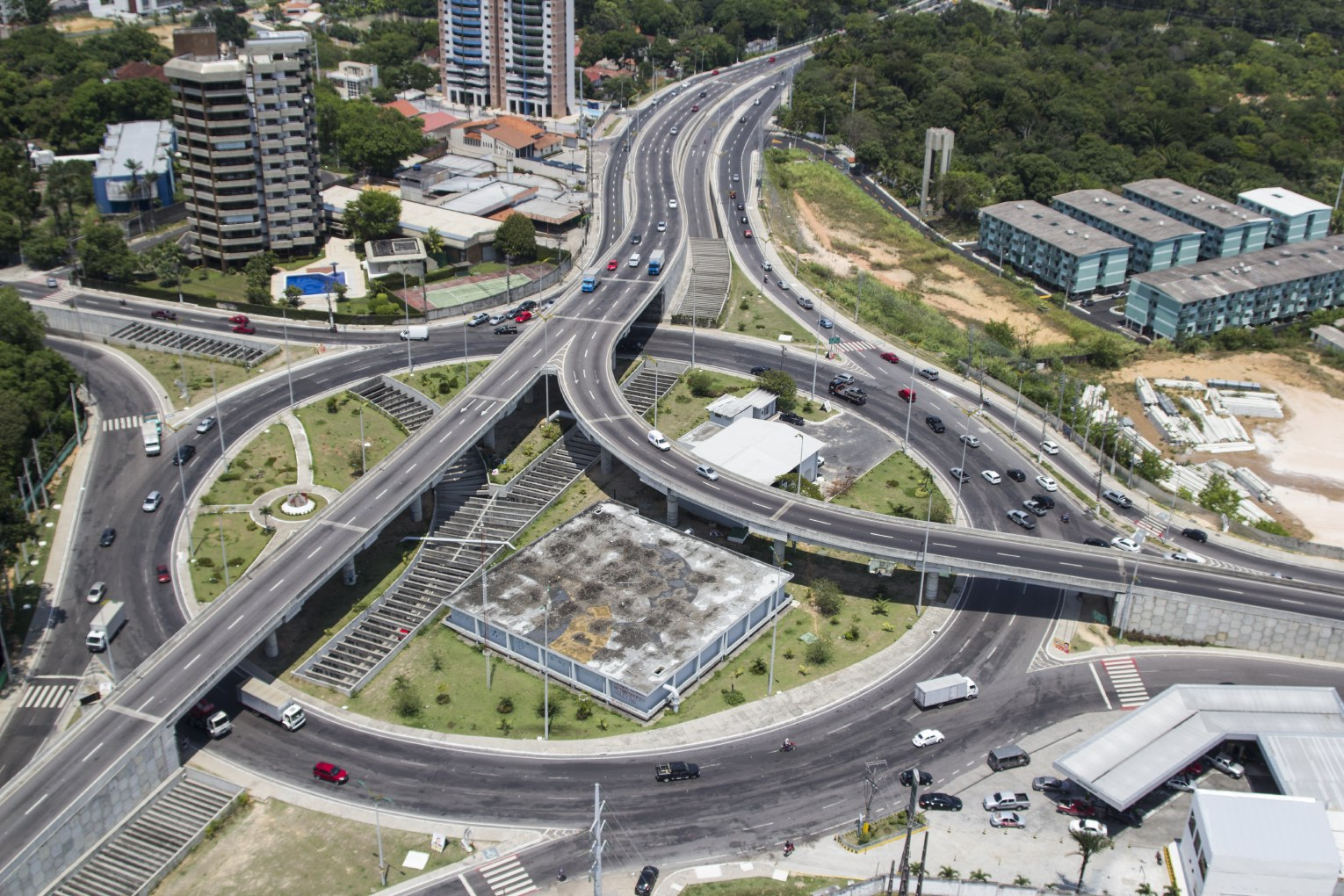
Complexo Viário Gilberto Mestrinho, no Coroado.

- Colônia Antônio Aleixo
- Coroado
- Distrito Industrial II
- Gilberto Mestrinho
- Jorge Teixeira
- Mauazinho
- Puraquequara
- São José Operário
- Tancredo Neves
- Zumbi dos Palmares